# مرکز علوم درمانی دانشگاه تگزاس در هیوستون

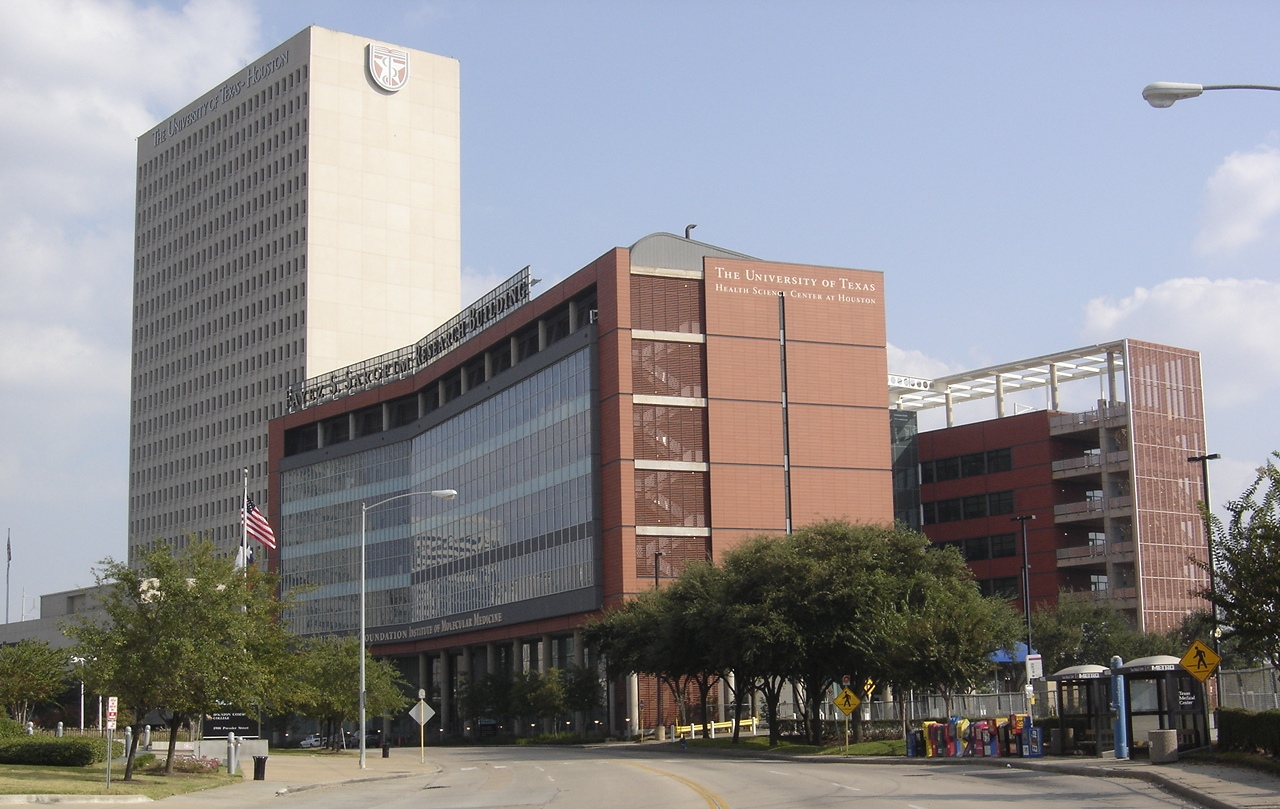
این دانشگاه در مرکز پزشکی تگزاس قرار دارد

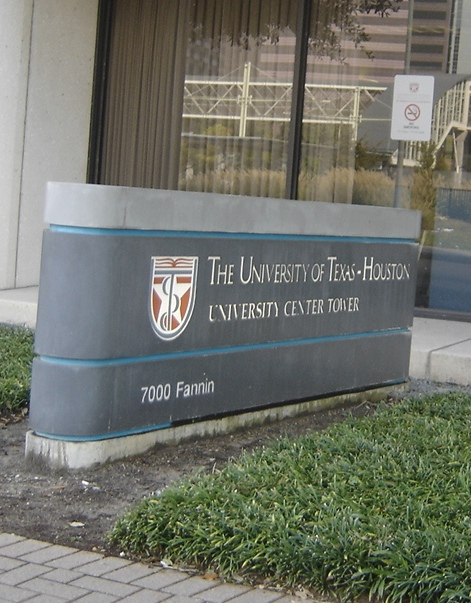

مرکز علوم درمانی دانشگاه تکزاس در هیوستون (به انگلیسی: The University of Texas Health Science Center at Houston) یک دانشگاه خدماتی/تحقیقاتی در علوم پزشکی است. این دانشگاه در شهر هیوستون و در مرکز پزشکی تگزاس در این شهر واقع گردیده است.
بیش از ۳۷۰۰ دانشجوی دوره کارشناسی ارشد به بالا در نزد ۱۲۶۰ عضو هیئت علمی در شش دانشکده دندانپزشکی، پزشکی، داروسازی، علوم پایهٔ پزشکی، پرستاری، و علوم بهداشت مشغول به تحصیلات برای دوره‌های تخصصی می‌باشند. این موسسه هفتمین بزرگ‌ترین دانشگاه علوم پزشکی از لحاظ تعداد دانشجوی پزشکی در سطح آمریکا می‌باشد.
فرید مراد، برنده جایزه نوبل پزشکی هیئت علمی این دانشگاه است.